# ميخائيل كريستوفر براون
ميخائيل كريستوفر براون (بالإنجليزية: Michael Christopher Brown)‏ هو مصور أمريكي، ولد في 1978 في الولايات المتحدة.

## وصلات خارجية
- ميخائيل كريستوفر براون على موقع IMDb (الإنجليزية)